# Holmstorp (naturreservat)
Holmstorp är ett naturreservat i Örebro kommun i Örebro län.
Området är naturskyddat sedan 2017 och är 13 hektar stort. Reservatet består av äldre blandlövskog som domineras av askar på kalkrik mark. 